# Grégoire Girard
Jean-Baptiste Girard, meglio noto come père Grégoire Girard (Friburgo, 17 dicembre 1765 – Friburgo, 6 marzo 1850), è stato un pedagogista svizzero.
Francescano, fu nominato nel 1804 prefetto delle scuole di Friburgo e nel 1810 fu incaricato di ispezionare la scuola di Johann Heinrich Pestalozzi.
Secondo Girard l'educazione ha come scopo la formazione morale e deve essere impartita attraverso l'insegnamento della lingua materna. Il compito del maestro è quello di allargare l'ambito e arricchirlo di tutte le implicazioni educative.
Tra le principali opere di Girard si citano Project d'instruction pour toute la Suisse (1798) e De l'einsegnement régulier de la langue maternelle (1844).